# لويس هيلد
لويس هيلد (بالألمانية: Louis Held)‏ (و. 1851 – 1927 م) هو مصور، وصحفي، ومصور أخبار ألماني، ولد في برلين، توفي في فايمار، عن عمر يناهز 76 عاماً.